# Avelino Figueroa
Avelino Figueroa (Salta, 21 de diciembre de 1858 - Salta, 20 de agosto de 1942) fue un funcionario y político argentino que ejerció el cargo de gobernador de la Provincia de Salta entre 1910 y 1913.

## Biografía
Hizo sus estudios primarios y secundarios en la ciudad de Salta en que había nacido. Desde muy joven comenzó a participar en política, actuando en el Partido Autonomista Nacional.
Fue miembro de la Comisión Municipal de su ciudad natal y posteriormente en el Concejo Deliberante; fue también jefe de Policía de la ciudad entre 1893 y 1896. Fue después ministro de Gobierno, y durante varios años miembro del directorio del Banco de la Provincia de Salta.
Fue candidato a gobernador por el Partido Conservador en el año 1910 y obtuvo la previsible victoria, asumiendo el mando el 20 de febrero de ese mismo año, sucediendo a Luis Linares. Nombró ministro de gobierno al joven empresario Robustiano Patrón Costas y de ministro de hacienda a Ricardo Aráoz. Fue el presidente del Senado Provincial el exgobernador Ángel Zerda, y presidente del Superior Tribunal de Justicia Abraham Cornejo.
Sus proyectos principales eran obras de irrigación en el Valle de Lerma, el Ferrocarril al Pacífico, aumentar el capital del Banco de la Provincia de Salta, extender el cultivo del tabaco en la provincia y la extensión de la instrucción pública.
En 1911 concedió al empresario Roberto Bahkle la construcción de un ramal de ferrocarril que, partiendo de Embarcación, se adentrara en la región chaqueña. Buscó activamente la solución al conflicto por los límites con la Provincia de Santiago del Estero. Inició obras de irrigación en el Valle de Lerma, incluyendo el dique de San Carlos, y concedió la instalación de un tranvía en la capital de la provincia. También concedió la exploración, exploración e industrialización de petróleo en la provincia.
Durante su gobierno se festejó el Centenario de la Revolución de Mayo y visitó por última vez su provincia natal el vicepresidente –y después presidente– Victorino de la Plaza, que llevaba sin visitar su tierra natal por más de cincuenta años.
Cumplido su período de gobierno, en 1913, se instaló en Buenos Aires, donde formó parte del directorio del Banco de la Nación Argentina. En 1920 se reinstaló en Salta, donde fue presidente del Consejo Provincial de Educación durante la mayor parte de la llamada Década Infame.
Falleció en Salta el 20 de agosto de 1942.